# 前692年
| 千纪： | 前1千纪 |
| 世纪： | 前8世纪 \| 前7世纪 \| 前6世纪 |
| 年代： | 前720年代 \| 前710年代 \| 前700年代 \| 前690年代 \| 前680年代 \| 前670年代 \| 前660年代 |
| 年份： | 前697年 \| 前696年 \| 前695年 \| 前694年 \| 前693年 \| 前692年 \| 前691年 \| 前690年 \| 前689年 \| 前688年 \| 前687年                                                                                              |
| 纪年： | 丁亥年（牛年）；周莊王五年；魯莊公二年；齊襄公六年；晉侯緡十五年；曲沃武公二十四年；秦武公六年；楚武王四十九年；宋莊公十九年；衛黔牟五年；陳宣公元年；蔡哀侯三年；郑子婴二年；燕桓侯六年；曹莊公十年；杞靖公十二年 |

## 大事记
- 鲁公子庆父率兵攻於馀丘（小国名，在今山东省临沭南）。
- 塔哈尔卡成為古埃及的法老
- 沙巴的卡里比尔瓦塔尔（英语：Karib'il Watar）向辛那赫里布表示敬意

## 逝世
- 宋庄公